# Gignac (Hérault)
Gignac egy település Franciaországban, Hérault megyében. Lakosainak száma 6713 fő (2022. január 1.). Gignac Aniane, Aumelas, La Boissière, Lagamas, Popian, Pouzols, Saint-André-de-Sangonis, Saint-Bauzille-de-la-Sylve és Saint-Jean-de-Fos községekkel határos.

## Népesség
A település népességének változása:
| Lakosok száma | 2746 | 3228 | 3652 | 4951 | 5780 | 5943 | 6200 | 6480 | 6609 | 6713 |
|               | 1968 | 1982 | 1990 | 2006 | 2013 | 2015 | 2017 | 2019 | 2020 | 2022 |